# Microfósil

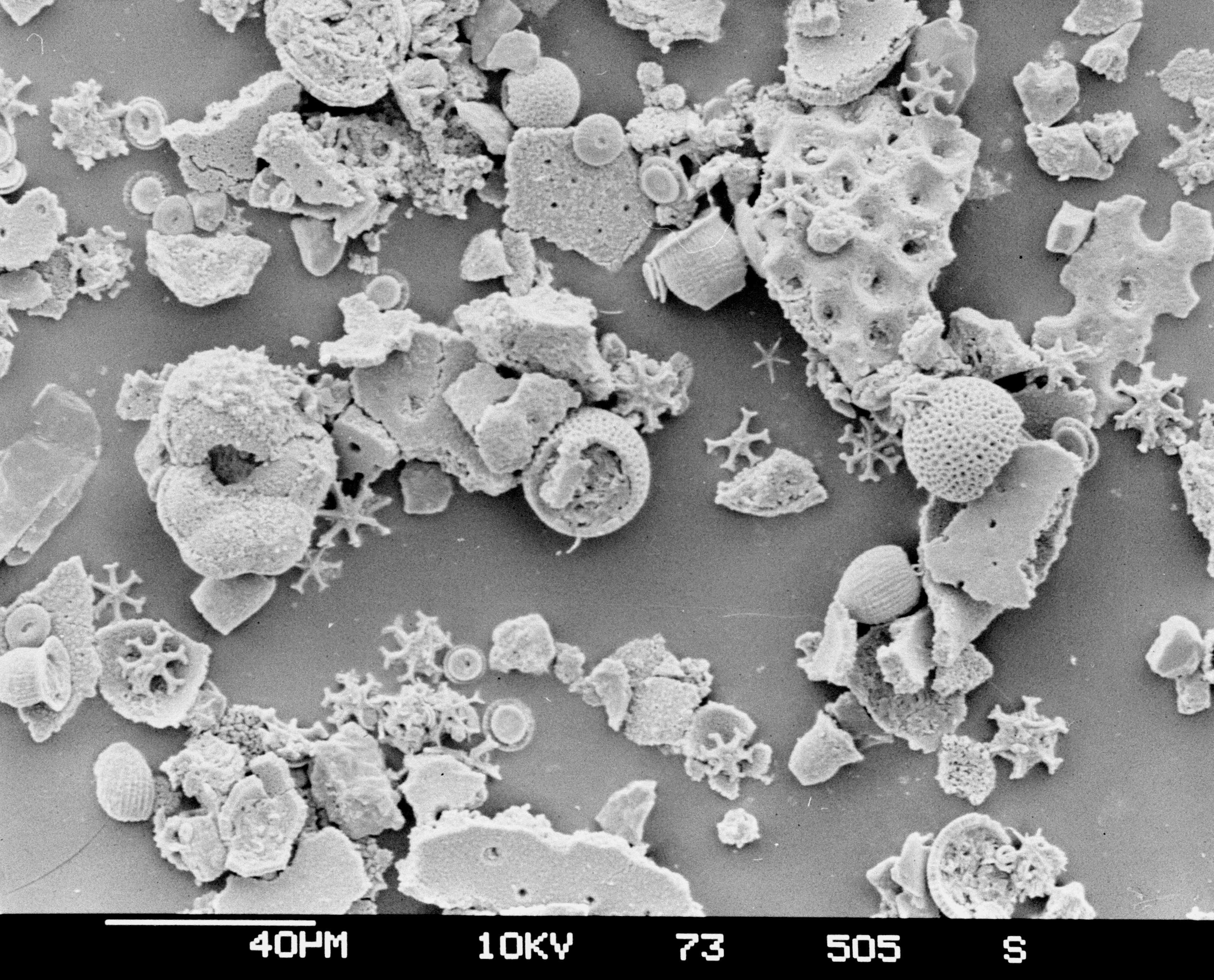
Microfósiles del fondo marino con cocolitóforos y dinoflagelados.

Un microfósil es un fósil que sólo se puede estudiar con lupa o mediante un microscopio óptico o electrónico de barrido, cuyos tamaños oscilan entre algunos milímetros (mm) y algunas decenas de micras (µm). Los microfósiles pueden corresponder a organismos enteros, o microbiota o a fragmentos de las partes duras de organismos de mayor tamaño o macrobiota (e.g., dientes, otolitos, espinas). Los microfósiles de animales o de sus partes se conocen como microfauna (e.g., ostrácodos, molares de micromamíferos) aunque también se emplea este término para algunos microfósiles de protistas (e.g., foraminíferos). Los microfósiles vegetales, habitualmente provenientes de la fosilización del fitoplancton reciben el nombre de microflora. La ciencia que se encarga del estudio de los microfósiles se denomina micropaleontología. 
Las técnicas de estudio de los microfósiles son diversas, dependiendo del grupo de que se trate y del sedimento o roca matriz (e.g., caliza) en el que se encuentren, pero las más habituales son, el estudio microscópico en lámina delgada con el que se obtienen cortes bidimensionales de los organismos fósiles, o el estudio de los microfosiles lavados y levigados cuando se trata de organismos conservados en sedimentos blandos (e.g., margas, lutitas).
Algunos grupos de microfósiles (e.g., foraminíferos, ostrácodos, micromamíferos) tienen una gran importancia como fósiles índice y marcadores en bioestratigrafía, tanto de series sedimentarias marinas como continentales de diferentes épocas.
Existe un tamaño de fósil inferior al microfósil, denominado nanofósil, que habitualmente se estudian mediante la técnica de frotis o bien con microscopio electrónico. El tamaño límite entre ambos se suele establecer en torno a los 50 µm, si bien en los estudios de alta resolución de detarminados grupos como los foraminíferos, se estudia la fracción >38 µm del levigado con técnicas "micro" y no "nano".

## Pólipos

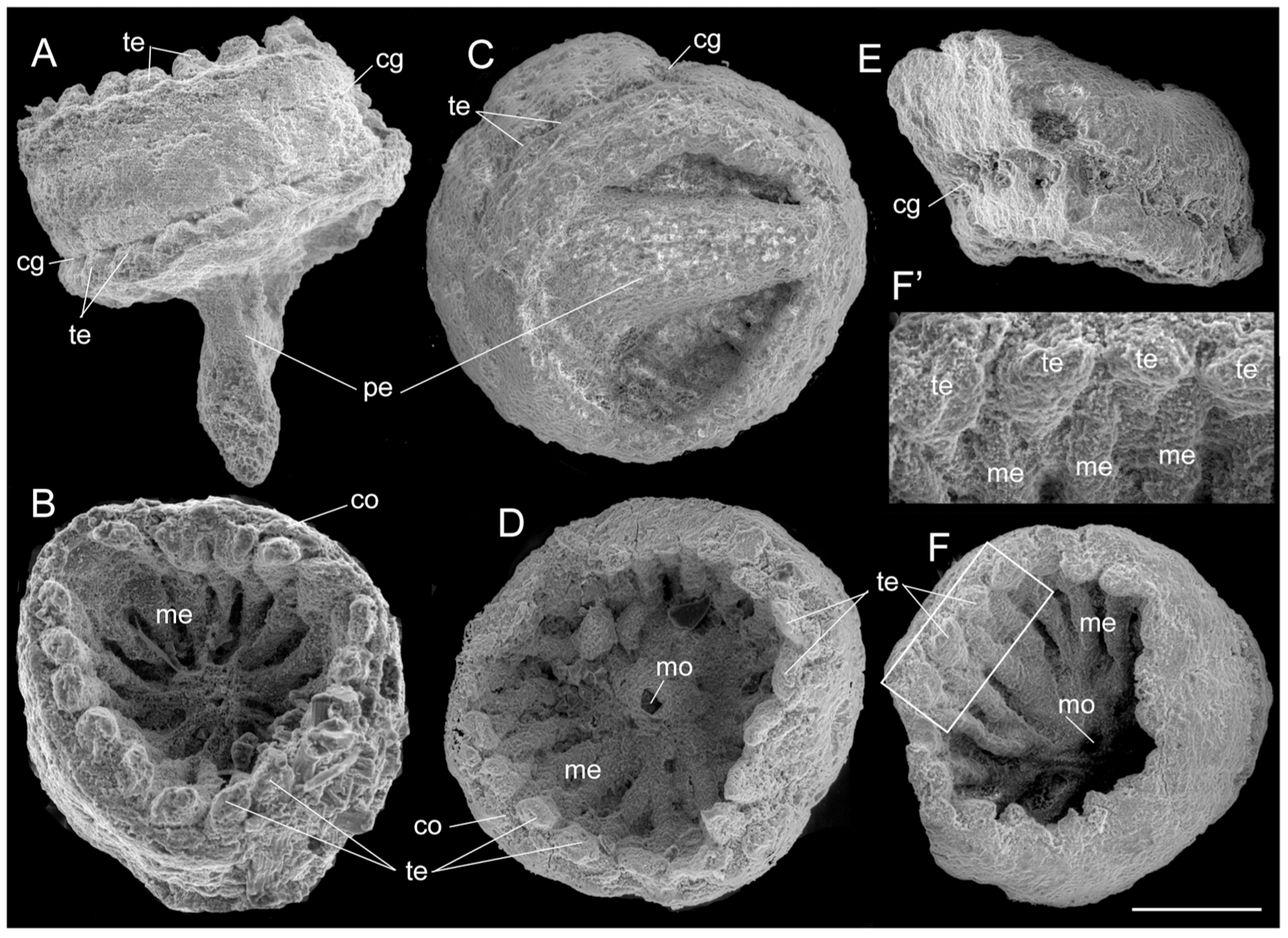
Eolympia pediculata, (Cnidaria).
A= vista Lateral. B= vista oral.
Barra de escala= 0,2 mm.

Los microfósiles de pólipos de cuerpo blando (Cnidaria) son escasos, dado que no poseen exoesqueleto. Se descubrieron microfósiles, de la denominada Eolympia pediculata en la Formación Kuanchuanpu del Cámbrico Inferior en el sur de China. Los fósiles, de aproximadamente 0,5 milímetros (mm) de diámetro, conservan 18 mesenterios que incluyen directivas dispuestas bilateralmente, 18 tentáculos y un pedículo similar a un tallo.

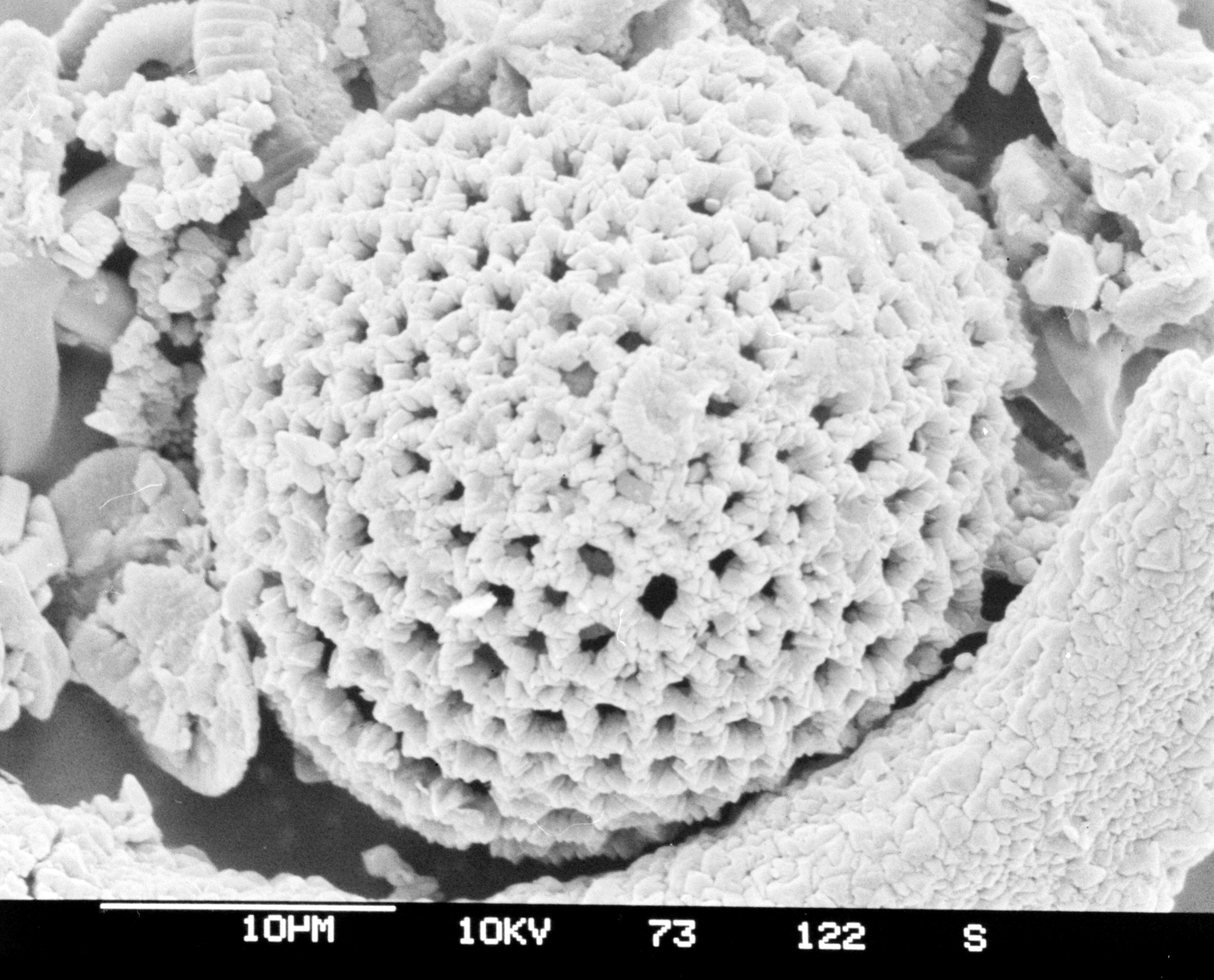
Dinoflagelado
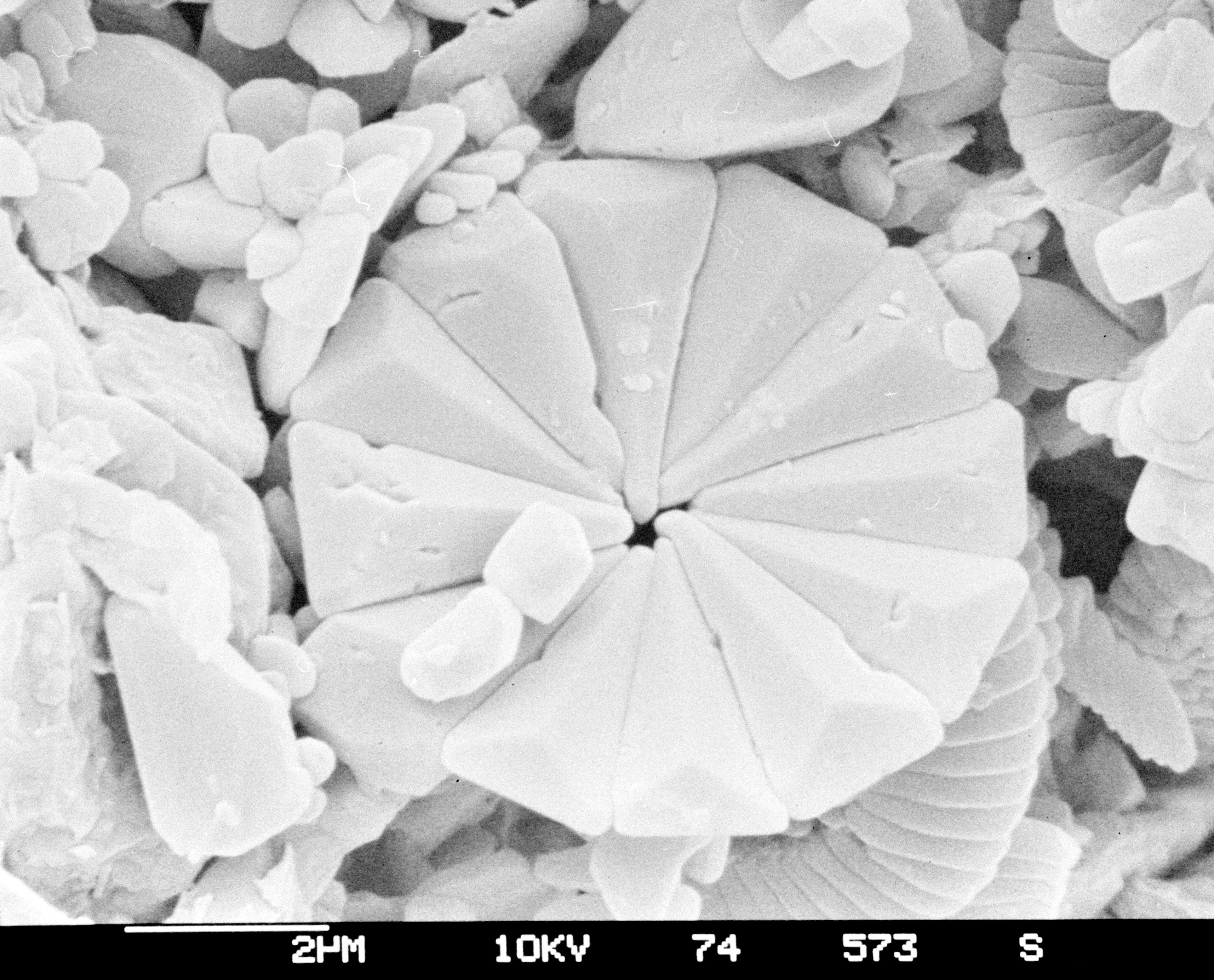
Cocolito
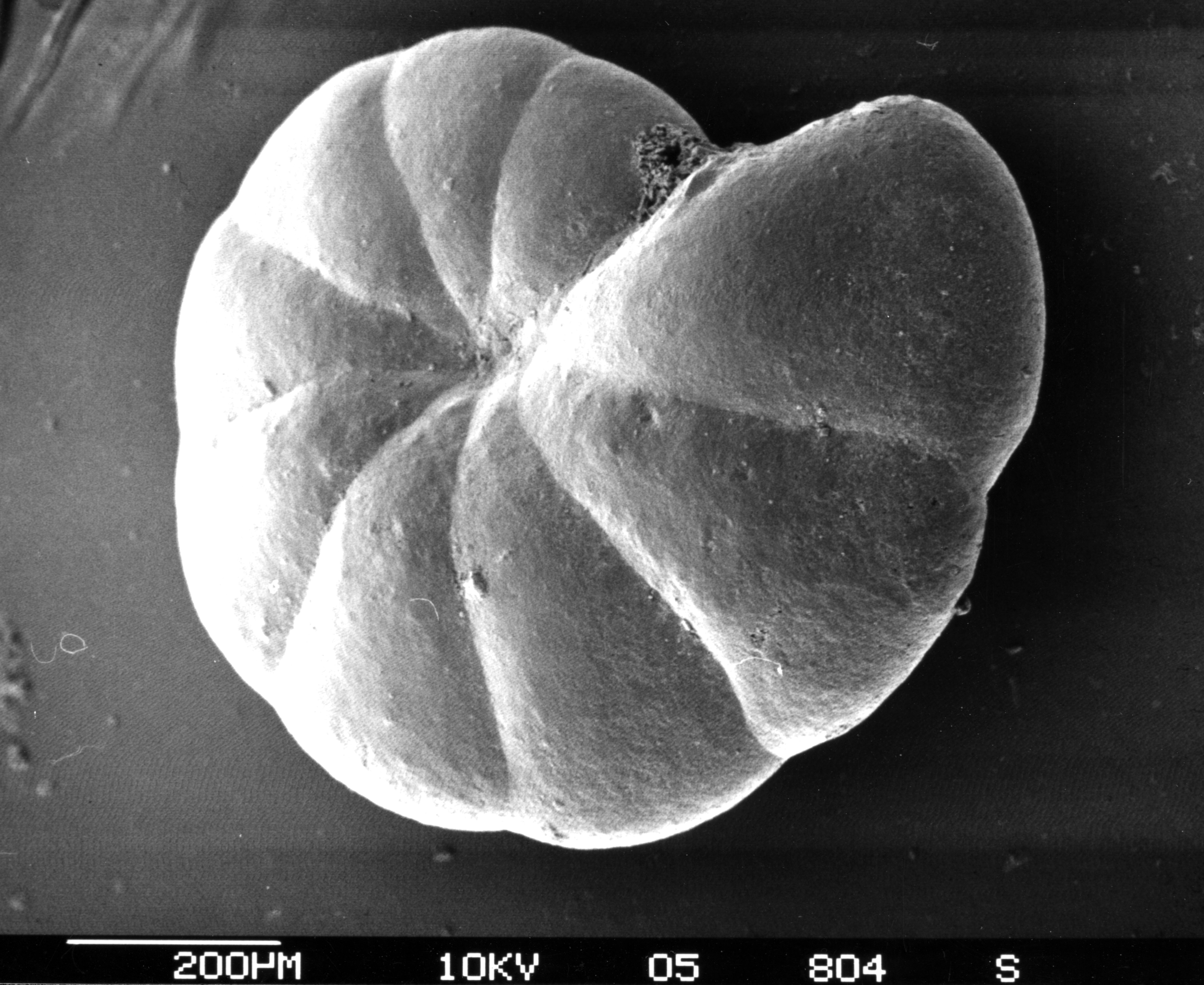
Foraminífero
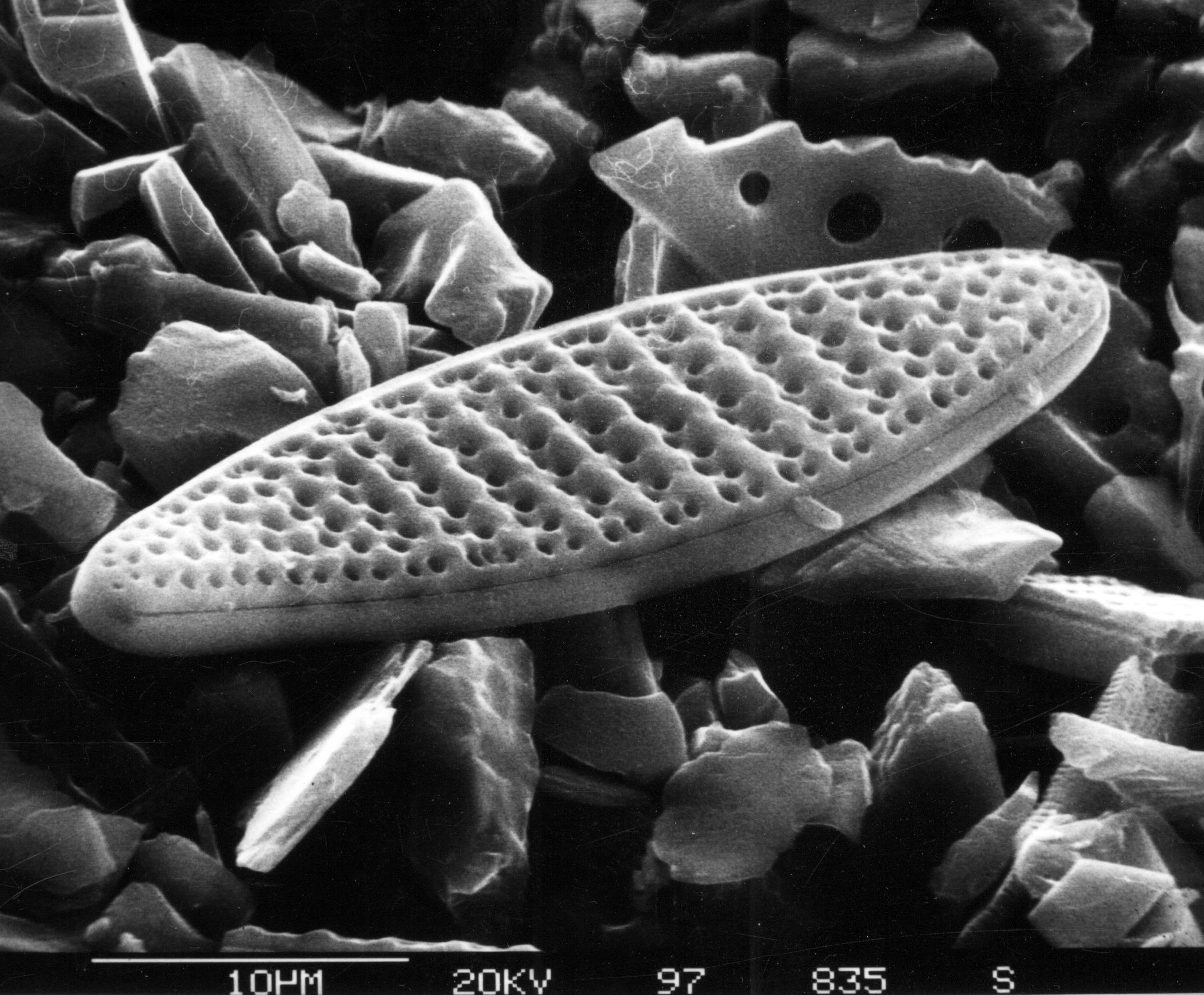
Diatomea

## Lecturas recomendadas
- Collins, Pablo Agustín (2000). Taxonomía y bioestratigrafía de los microfósiles del jurásico inferior y medio de la República Argentina. p. 317. Consultado el 25 de abril de 2014.
- Deschamps, Cecilia (2003). Estratigrafía y paleoambientes del Cenozoico en el sur de la provincia de Buenos Aire. p. 317. Consultado el 25 de abril de 2014.
- Adamonis, Susana; Caramés, Andrea; Amenabar, Cecilia R.; Ballent, Sara; Lirio, Juan Manuel; Mackern, Alan; Concheyro, Andrea (2010). Microfósiles calcáreos y palinomorfos de la Diamictita Punta Ekelöf, Mioceno-Plioceno, isla James Ross, Antártida. Consultado el 25 de abril de 2014.

- Datos: Q1761786
- Multimedia: Microfossils / Q1761786